# Zu Mecklenburg von Carlow

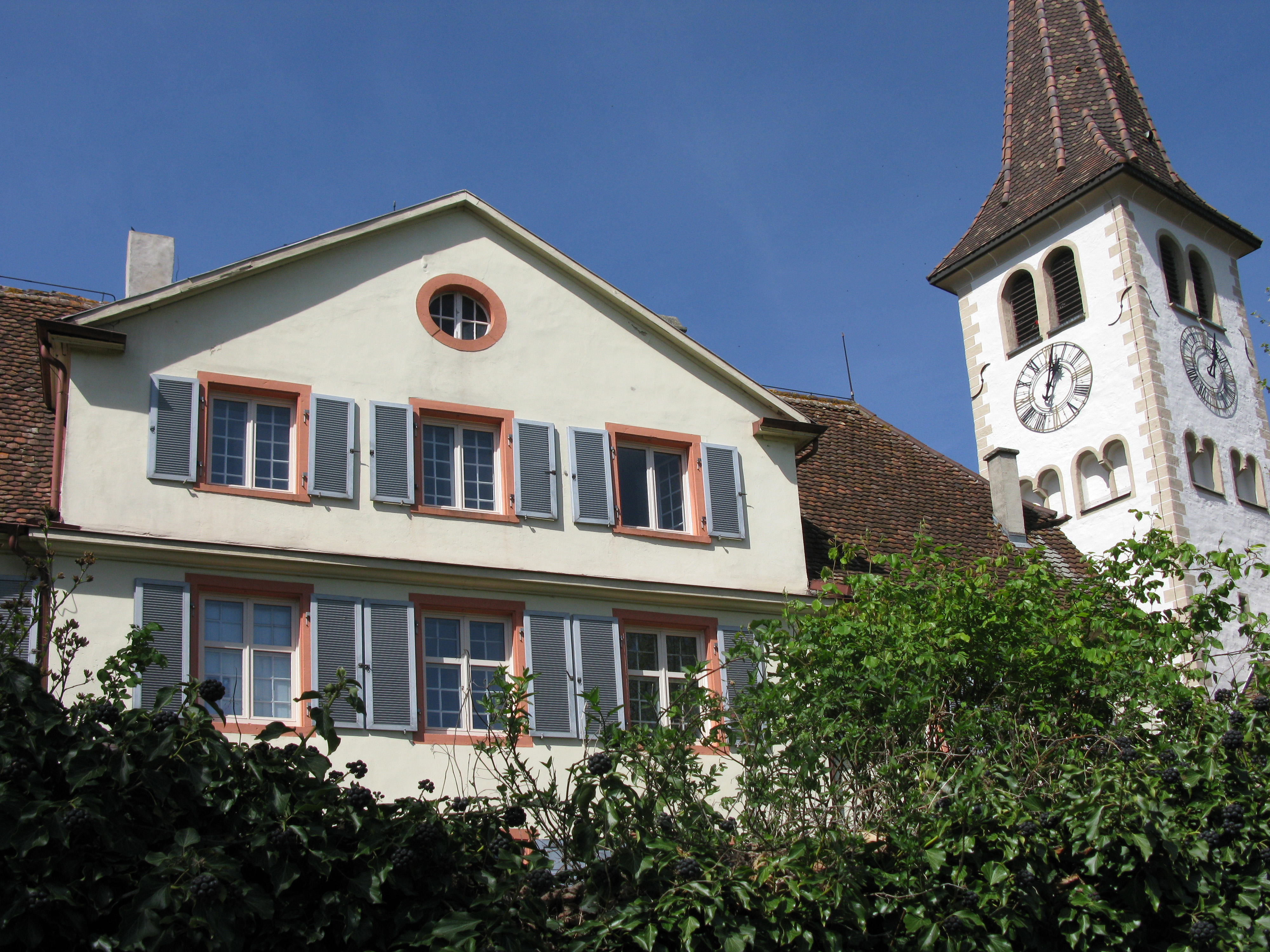
Schloss Biengen (2014)

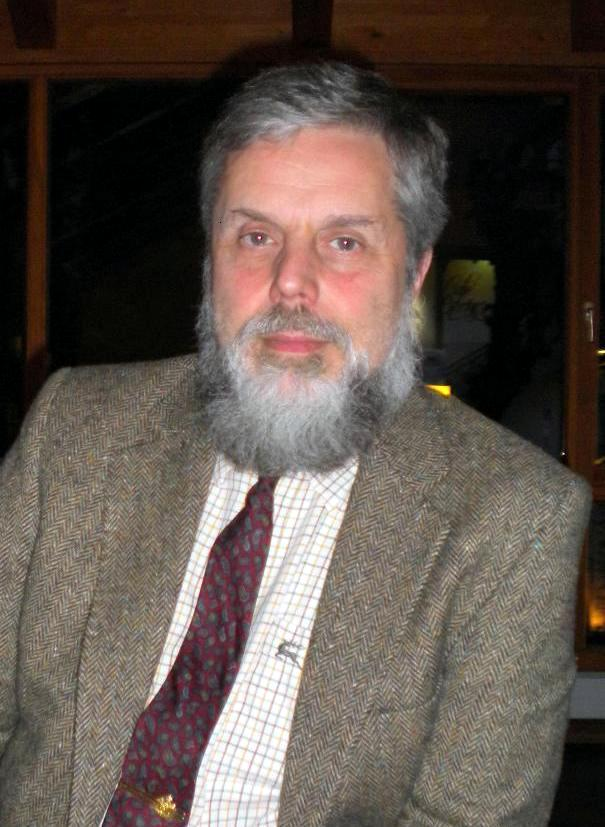
Georg Borwin Herzog zu Mecklenburg (1956) in 2010

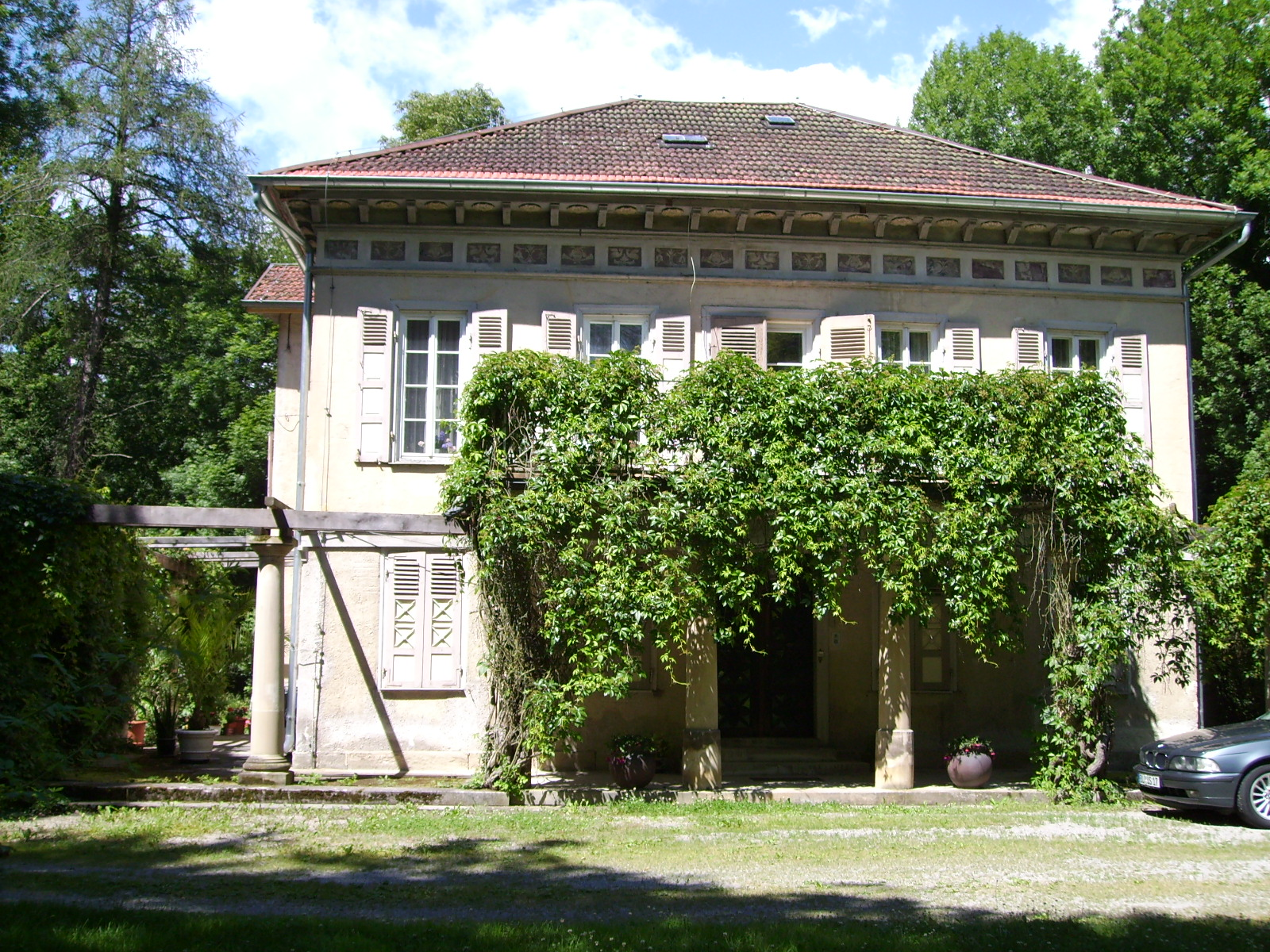
Villa Silberburg in Hechingen (2007)

Zu Mecklenburg von Carlow is een tak van het huis Mecklenburg(-Strelitz) die sinds 1928 bestaat.

## Geschiedenis
Op 14 februari 1890 trouwde Georg Alexander hertog zu Mecklenburg (1859-1909) morganatisch met de Russisch-adellijke Natalie Vanljarskaj (1858-1921). Die laatste werd op 18 maart 1890 door groothertog Friedrich Wilhelm verheven tot Gräfin von Carlow, met overgang van die titel op haar nakomelingen, en zij zijn de stamouders van het adellijke geslacht Von Carlow. Hun zoon Georg graaf von Carlow (1899-1963) werd in 1928 geadopteerd door zijn oom Carl Michael hertog zu Mecklenburg (1863-1934) en verkreeg zo de adellijke titel Herzog zu Mecklenburg, naast die van Graf von Carlow. De hertogstitel werd in 1929 erkend door de chef van het hertogelijk Mecklenburgse huis. In 1950 volgde ook de aanvaarding van het voeren van het predicaat hoogheid bij familieverdrag.
De verlening en erkenning van de titel van Herzog zu Mecklenburg impliceerde niet dat hij en de nakomelingen van Georg Alexander hertog zu Mecklenburg tot de ebenbürtige tak en het huis Mecklenburg gingen behoren; zij zijn dan ook opgenomen in de zogenaamde derde afdeling van de Almanach de Gotha en van het Genealogisches Handbuch des Adels. De ebenbürtige tak van het huis staat op uitsterven daar de laatste mannelijke telg in 2001 overleed. Hoewel niet ebenbüritg trouwden leden van deze tak toch met leden van de hoogste adel.
De nakomelingen voeren zowel de titel Herzog(in) zu Mecklenburg als Graf/Gräfin von Carlow. Na het overlijden van Friedrich Franz erfgroothertog van Mecklenburg in 2001 levert deze tak het hoofd van het geslacht Mecklenburg.

## Enkele telgen
Georg Herzog zu Mecklenburg, graaf von Carlow (1899-1963), trouwde in 1920 met Irina Michailowna Rajewskaja (1892-1955), van Russische adel; hertrouwde in 1956 met aartshertogin Charlotte van Oostenrijk (1921-1989), dochter van keizer Karel I van Oostenrijk (1887-1922)
- Dr. Georg Alexander Herzog zu Mecklenburg, Graf von Carlow (1921-1996), trouwde in 1946 met aartshertogin Ilona van Oostenrijk (1927-2011), bewoner van kasteel Biengen in Bad Krozingen
  - Georg Borwin Herzog zu Mecklenburg, Graf von Carlow (1956), hoofd van het geslacht Mecklenburg
    - Alexander Herzog zu Mecklenburg, Graf von Carlow (1991), vermoedelijke opvolger als hoofd van het geslacht Mecklenburg
- Dr. Carl Gregor Herzog zu Mecklenburg, Graf von Carlow MA (1933-2018), kunsthistoricus, trouwde in 1966 met prinses Maria Margarethe von Hohenzollern (1928-2006), graficus, dochter van prins Frans Jozef van Hohenzollern-Emden (1891-1964), bewoners van Villa Silberburg in Hechingen